# Vaincre à Olympie
 (mars 2021).
Si vous disposez d'ouvrages ou d'articles de référence ou si vous connaissez des sites web de qualité traitant du thème abordé ici, merci de compléter l'article en donnant les références utiles à sa vérifiabilité et en les liant à la section « Notes et références ».
Pour plus de détails, voir Fiche technique et Distribution.

Vaincre à Olympie est un téléfilm français réalisé par Michel Subiela, sorti en 1977, d'après le roman éponyme de Maurice Genevoix.
L’histoire exemplaire d’un jeune athlète de la Grèce antique qui, pour échapper à l’emprise funeste et destructive d’une femme envoûtante et d’un ami pervers, se consacra totalement au sport, devenant le vainqueur des Jeux Olympiques et découvrant un véritable amour.

## Synopsis
Au Ve siècle avant Jésus-Christ, dans la Grèce antique d’avant Périclès, le jeune éphèbe Sostratos qui se prépare pour les prochains Jeux Olympiques, connaît dans sa ville natale de Sycione, une véritable dévotion des habitants pour sa beauté plastique et ses performances pugilistiques. Tandis qu’il se pavane au milieu de ses admirateurs, un énigmatique voyageur venant d’arriver dans le bourg et se faisant appeler Ménesthée, critique les flatteries de l’entourage du jeune athlète, qui ne peuvent que lui nuire pour ses futurs exploits. Bien que plus âgé, Ménesthée lui propose le défi suivant : « S’il parvient à battre le garçon au bras de fer, ce dernier devra le suivre et dans le cas contraire, l’homme quittera sans retour le village ». Bien que vexé, l’orgueilleux Sostratos, intrigué par ce vieil homme autoritaire accepte le combat, qu’il perd, comme il se doit.
Ensemble, ils grimpent sur la colline sur laquelle se trouvent le sanctuaire d’Asklépios, le dieu guérisseur, et une statue de Granianos, le quintuple champion olympique de Sycione. Installés sur place, Ménesthée, se transformant en une sorte d’aède (poète), raconte à Sostratos, afin d’attiser ses ambitions, l’histoire édifiante d’Euthymos de Locres, un autre vainqueur olympique de pugilat (de nos jours la boxe). Ce dernier, à 18 ans, encore jeune athlète à l’ambition démesurée, fut séduit par la mystérieuse, belle et sensuelle Pasithéa qui avait pour amant le sculpteur Eukheiros. Cette fréquentation le brouilla avec son amant Herodore, un sophiste charismatique qui le flattait jadis et dorénavant le maudit. Euthymos fut totalement envoûté par la jeune femme, qui le menaça de mort s’il la quittait. Mais un jour, Euthymos découvrit que Pasithéa et Herodore étaient amants. Pour lui faire oublier cette mésaventure et l’écarter de ces nouveaux ennemis, le sculpteur Eukheiros, bien que doublement trompé, mais ne nourrissant pas de rancune, conseilla vivement à Euthymos de quitter cette envoûteuse diablesse et lui proposa de suivre Milon de Crotone, un alipte (celui qui frottait d'huile les athlètes), qui l’emmènera loin de cette fange et le préparera dans de bonnes conditions pour les Jeux Olympiques. Euthymos entama avec lui un entraînement extrêmement rigoureux pour le conduire à la victoire. Avant de disputer les jeux, Euthymos tomba amoureux de la jeune et pure Cymothoé. À l’heure du départ pour la mythique Olympie, il lui promit de l’aimer encore à son retour .

## Critique
Carole Weisweiller note que c'est une production de qualité qui aborde dans le cadre antique, les thèmes du fanatisme et de l’ambiguïté sexuelle à travers deux personnages démesurés, Ménesthée et Milon de Croton.

## Fiche technique
- Titre : Vaincre à Olympie
- Réalisation : Michel Subiela
- Scénario : Maurice Genevoix, adapté de son roman éponyme.
- Musique : Vladimir Cosma
- Production :
- Pays d'origine :  France -  Grèce
- Format : téléfilm couleur
- Genre : Péplum
- Durée : 1h40
- Date de sortie : 3 novembre 1977 (France)

## Distribution
- Jean Marais : Ménesthée
- Panos Mihalopoulos : Euthymos
- Myrto Parashi : Pasithéa
- Thierry Dufour : Sostratos
- Georges Marchal : Milon de Crotone
- Jean Topart : Herodore
- Jean Martinelli : Eukheiros
- Gisèle Grimm : Kudilla
- Marie Lebée : Cymothoé
- Gérald Denizot : Artimes
- et avec les acteurs grecs : Alexandros Golfis : Théagène, Vassilis Tsimbidis : Iphidamas, Theostratos IKONOMIDAS : Demylos, Telemachos PAPAGEORGIOU : Hermon, Kostas ANDONATOS : Eveon, Maroula ROTA : Artakène, Pangiotis BOTINIS : Timasithée, Grigoris MASSALAS : Periphas, Jean BOSTANZOGLOU : Ergoteles, Irène KRISTAKI : Melanto, Dimitri KALOUMTZIS : Phaillos, Michalis AGELIDAKIS : Polytes